# Суп із кропиви
Суп із кропиви — суп, приготований із кропиви як одного з основних інгредієнтів. Його їдять зазвичай навесні і на початку літа, коли можна зібрати молоді пагони кропиви. Рецепти супів із кропиви існують у багатьох національних кухнях: фактично скрізь, де вона зростає.

## Історія
Кропив'яне рагу вживали в їжу жителі Британії ще в бронзову добі, 3000 років тому. Листя і пагони молодої кропиви дводомної в Середньовічній Європі використовувалися в медицині, перш за все як сечогінний засіб, для лікування болю в суглобах та артриту, діабету, вугрів, анемії, сінної лихоманки, а також для очищення крові.
Різні індіанські племена століттями використовували кропиву. лакота використовували корінь від болю в животі, оджибве тушковане листя використовували для лікування шкірних захворювань і для боротьби з дизентерією, потаватомі використовували коріння для зниження температури, а віннебаго — при симптомах алергії.
Кропива дводомна, як відомо, має високу поживну цінність, включаючи кальцій, магній, залізо та вітаміни А і В. Одним із простих способів вживання кропиви є суп або чай, тому що окріп дезактивує жалкі властивості кропиви.

## Регіональні варіанти

### Фінляндія
Одне з традиційних місцевих страв — кропива і рибний суп у середньовічному фінському містечку Порвоо.

### Швеція
Типовий шведський рецепт кропив'яного супу (nässelsoppa) становить спочатку бланшування кропиви, а потім проціджування її від рідини. Потім рідину знову проціджують, щоб видалити з неї бруд. Готується соус ру з масла і борошна, у який наливається «кропивна вода» (від бланшованої кропиви). Кропиву подрібнюють або пюрирують, разом з іншими інгредієнтами: зелена цибуля (або черемшу, часник), кервель, кріп.
Потім нарізану або протерту кропиву і зелень опускають в кропив'яну воду, доводять до кипіння і залишають кипіти на кілька хвилин. Суп зазвичай подають із нарізаними вареними яйцями або крем-фреш, а іноді і з яйцем пашот.

### Північна Америка
Рецепт супу з кропиви і гарбуза корінних американців, згідно Північно-західного індіанського коледжу, складається з кропиви, гарбузового насіння, бульйону, часнику, цибулі і масла. Гарбуз розрізають, очищають від насіння і обсмажують.
В окремій каструлі обсмажують цибулю і часник до напівпрозорості, а потім додають гарбуз і кропиву (приготовлену або свіжу). Всі разом вони готуються в каструлі протягом 20 хвилин, потім подрібнюються в блендері.

### Іран
Існує рецепт супу з кропиви з провінції Мазендеран в Ірані. Варіації рецептів цього супу включають кропиву, часник, цибулю, нут, куркуму, рис, сочевицю, зелень, масло і гранатову пасту або гранатову патоку.
Необов'язкові інгредієнти: інші види бобових, буряк, мускатний гарбуз, інші види зелені (місцеві трави Північного Ірану золанг і анарідже, шпинат, перська цибуля-порей, кінза). Вода, у якій варять кропиву (для приготування супу), зберігається і використовується як чай для пиття в лікувальних цілях.

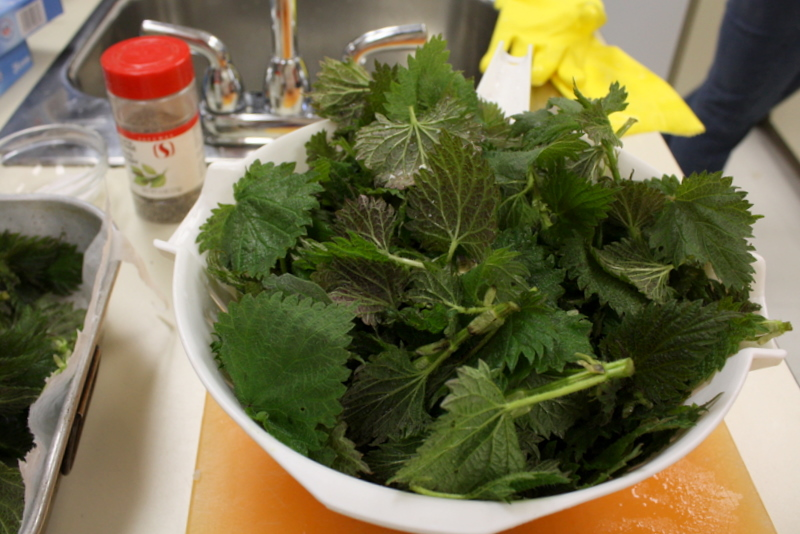
Листя кропиви перед приготуванням

### Ірландія
Рецепт ірландського кропив'яного супу становить кропиву, картоплю, вершки, цибулю-порей, цибулю, масло і бульйон. Зазвичай кропив'яний суп у традиційній ірландській культурі вживається наприкінці весни (квітень і травень) для очищення крові, зменшення висипань, проти ревматизму і додає вітаміни в раціон.

### Понтійські греки
Понтійські греки, які проживають на північному сході Малої Азії, на узбережжі Чорного моря, роблять суп із кропиви з цибулею-пореєм, ріпчастою цибулею, булгуром, часником і гострим перцем.
Понтійською мовою цей суп називається кінтеата (κιντέατα); воно походить від давньогрецького іменника knidi (κνίδη), що означає «свербіж». Кінтеата був особливо популярний серед понтійських греків під час релігійних постів.

### Росія
Традиційний для російської кухні суп — щі — навесні варили з першої весняної зелені, в тому числі із щавлю і кропиви. Такі щі називалися «зеленими»(рос.).

### Україна
Український зелений борщ може бути приготований із кропивою: разом із щавлем або замість нього. Суп може бути вегетаріанським або на м'ясному бульйоні, подається з нарізаним вареним яйцем і сметаною. Зазвичай його готують зі свіжої кропиви в кінці весни.